# Toulgoetodes toulgoeti
Toulgoetodes toulgoeti là một loài bướm đêm trong họ Crambidae.